# III Giochi mondiali militari invernali

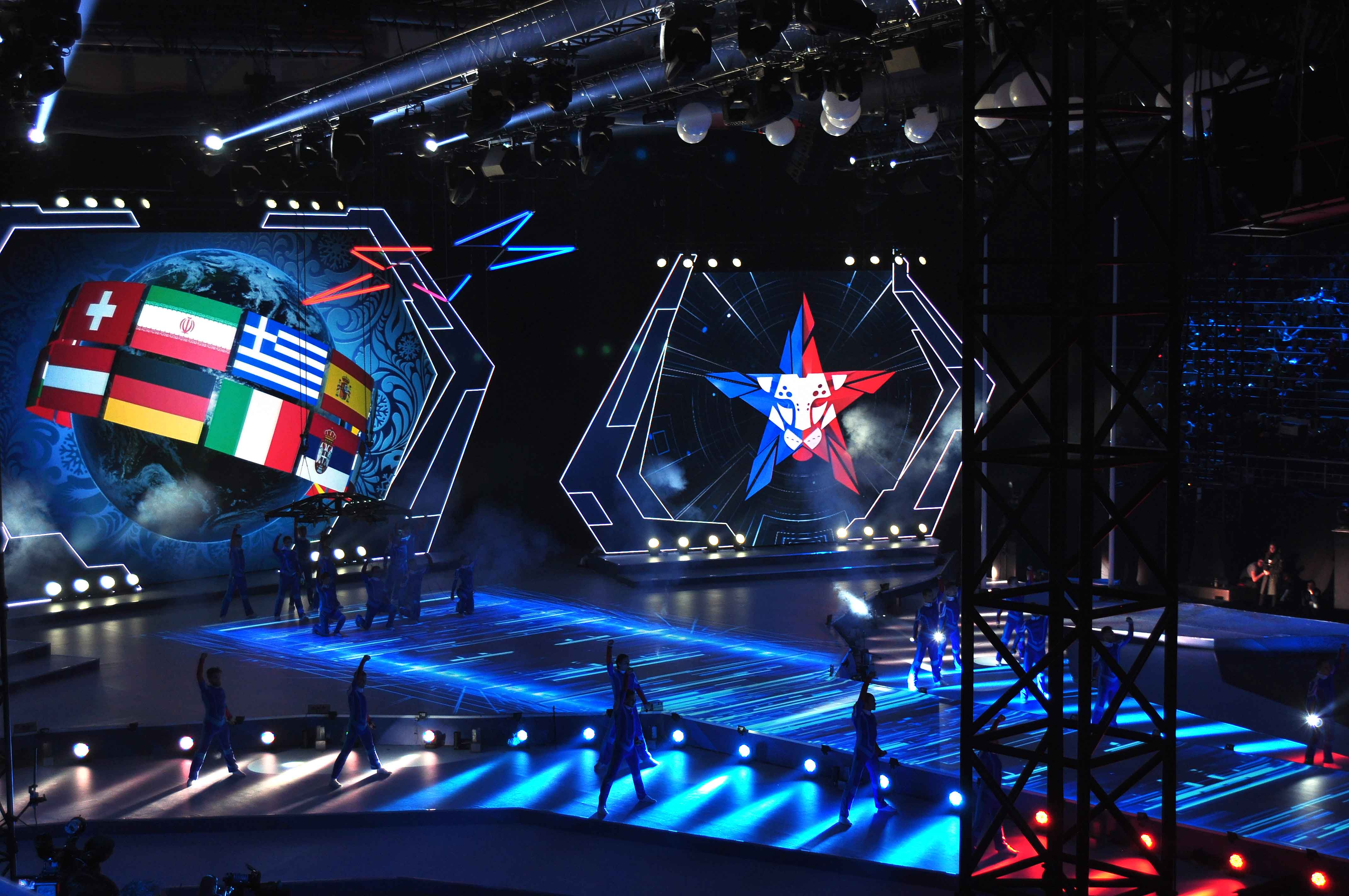
Cerimonia di apertura

I III Giochi mondiali militari invernali, organizzati dal Conseil international du sport militaire, si sono svolti a Soči, in Russia, dal 23 al 27 febbraio 2017.

## Competizioni
Sono stati assegnati 44 titoli nelle seguenti discipline:
- Arrampicata sportiva
- Biathlon
- Sci alpinismo
- Sci alpino
- Sci di fondo
- Sci orientamento
- Short track

## Risultati

### Arrampicata sportiva

#### Uomini
| Evento           | Oro             | Tempo     | Argento          | Tempo     | Bronzo            | Tempo     |
| Difficoltà       | Jakob Schubert  | TOP 1'09" | Domen Škofic     | TOP 1'21" | Marcello Bombardi | TOP 1'13" |
| Boulder          | Vadim Timonov   |           | Manuel Cornu     |           | Domen Škofic      |           |
| Velocità classic | Sergej Lužeckij | 31"22     | Jakob Schubert   | 39"28     | Vadim Timonov     | 38"27     |
| Velocità record  | Sergej Lužeckij | 6"36      | Leonardo Gontero | 6"37      | Vadim Timonov     | 6"53      |

#### Donne
| Evento           | Oro           | Tempo     | Argento          | Tempo     | Bronzo           | Tempo     |
| Difficoltà       | Jessica Pilz  | TOP 1'41" | Katharina Posch  | TOP 1'44" | Mina Markovič    | TOP 2'22" |
| Boulder          | Jessica Pilz  |           | Ol'ga Jakovleva  |           | Mina Markovič    |           |
| Velocità classic | Anna Cyganova | 49"36     | Jessica Pilz     | 52"35     | Evgenija Lapšina | 53"49     |
| Velocità record  | Anna Cyganova | 8"21      | Aurélia Sarisson | 12"16     | Dar'ja Kan       | 8"51      |

### Biathlon

#### Uomini
| Evento                 | Oro                                                                | Tempo     | Argento                                                                   | Tempo     | Bronzo                                                              | Tempo     |
| 10 km sprint           | Maksim Cvetkov                                                     | 27'01"3   | Vladimir Iliev                                                            | 27'15"2   | Krasimir Anev                                                       | 27'16"2   |
| 10 km sprint a squadre | Russia Maksim Cvetkov Matvej Eliseev Sergej Kljačin                | 1h24'10"2 | Austria David Komatz Peter Brunner Kevin Plessniter                       | 1h24'55"4 | Italia Thierry Chenal Riccardo Romani Maikol Demetz                 | 1h27'30"4 |
| Pattuglia 20 km        | Russia Aleksej Kornev Matvej Eliseev Sergej Kljačin Ėduard Latypov | 52'13"1   | Francia Clément Arnault Baptiste Jouty Antonin Guigonnat Damien Tarantola | 52'34"4   | Austria Klaus Leitinger David Komatz Peter Brunner Kevin Plessniter | 52'39"8   |

#### Donne
| Evento                  | Oro                                                                   | Tempo     | Argento                                                                     | Tempo     | Bronzo                                                  | Tempo     |
| 7,5 km sprint           | Teja Gregorin                                                         | 22'19"5   | Tat'jana Akimova                                                            | 23'03"3   | Ul'jana Kajševa                                         | 23'34"8   |
| 7,5 km sprint a squadre | Russia Tat'jana Akimova Ul'jana Kajševa Galina Nečkasova              | 1h10'38"2 | Francia Enora Latuillière Coline Varcin Estelle Mougel                      | 1h14'25"1 | Cina Chu Yuanmeng Zhang Zhaohan Wang Xuelan             | 1h18'49"3 |
| Pattuglia 15 km         | Francia Coline Varcin Estelle Mougel Enora Latuillière Coraline Hugue | 45'23"0   | Russia Galina Nečkasova Anastasija Zagorujko Ul'jana Kajševa Lidija Durkina | 47'14"3   | Cina Wang Xuelan Chu Yuanmeng Zhang Zhaohan Chen Shuang | 51'51"5   |

### Sci alpinismo

#### Uomini
| Evento         | Oro                                                           | Tempo    | Argento                                                         | Tempo    | Bronzo                                                                 | Tempo    |
| Individuale    | Alexis Sévennec-Verdier                                       | 53'38"   | Manfred Reichegger                                              | 55'23"   | Miguel Caballero                                                       | 56'06"   |
| Gara a squadre | Italia Manfred Reichegger Daniel Antonioli Richard Tiraboschi | 2h51'25" | Francia Alexis Sévennec-Verdier Bastien Fleury Franck Asserquft | 2h53'26" | Spagna Miguel Caballero Luis Alberto Hernando Francisco Javier Navarro | 2h57'23" |
| Staffetta      | Spagna Miguel Caballero Luis Alberto Hernando                 | 1h56'09" | Francia Bastien Fleury Alexis Sévennec-Verdier                  | 1h56'17" | Italia Manfred Reichegger Daniel Antonioli                             | 1h57'24" |

#### Donne
| Evento         | Oro                                                             | Tempo    | Argento                                     | Tempo    | Bronzo           | Tempo    |
| Individuale    | Adèle Milloz                                                    | 1h09'01" | Gloriana Pellissier                         | 1h12'18" | Nathalie Mieuzet | 1h14'48" |
| Gara a squadre | Russia Ekaterina Mitjaeva Svetlana Berezan' Ekaterina Burlakova | 4h11'44" | N/A                                         | N/A      | N/A              | N/A      |
| Staffetta      | Francia Laetitia Roux Adèle Milloz                              | 2h28'09" | Russia Ekaterina Mitjaeva Svetlana Berezan' | 2h53'29" | N/A              | N/A      |

### Sci alpino

#### Uomini
| Evento                    | Oro                                                 | Tempo   | Argento                                          | Tempo   | Bronzo                                                     | Tempo   |
| Slalom speciale           | Stefano Gross                                       | 1'30"82 | Manfred Mölgg                                    | 1'31"01 | Cristian Deville                                           | 1'31"42 |
| Slalom speciale a squadre | Italia Manfred Mölgg Stefano Gross Cristian Deville | 4'33"25 | Germania Hansi Schwaiger Fabian Gratz Carlo Dorn | 4'47"50 | Iran Nima Baha Behnam Kia Shemshaki Pouria Saveh-Shemshaki | 5'03"93 |

#### Donne
| Evento                    | Oro                                                   | Tempo   | Argento                                                      | Tempo   | Bronzo                             | Tempo   |
| Slalom speciale           | Irene Curtoni                                         | 1'38"51 | Maryja Škanava                                               | 1'38"93 | Laurie Mougel                      | 1'38"97 |
| Slalom speciale a squadre | Italia Martina Perruchon Irene Curtoni Michela Azzola |         | Russia Ekaterina Tkačenko Ksenija Alopina Ol'ga Pogrebickaja |         | Cina Zhang Yuying Qin Xiyue Qi Xin |         |

### Sci di fondo

#### Uomini
| Evento                       | Oro                                                    | Tempo     | Argento                                             | Tempo     | Bronzo                                               | Tempo     |
| 15 km stile libero           | Aleksej Červotkin                                      | 34'41"2   | Damien Tarantola                                    | 34'52"2   | Paul Goalabre                                        | 35'08"5   |
| 15 km stile libero a squadre | Francia Damien Tarantola Paul Goalabre Clément Arnault | 1h45'39"1 | Russia Aleksej Červotkin Denis Spicov Artëm Mal'cev | 1h45'40"8 | Finlandia Kusti Kittilä Juho Mikkonen Teemu Härkönen | 1h48'12"5 |
| Sprint a squadre             | Russia Artëm Mal'cev Nikolaj Morilov                   | 20'36"70  | Francia Clément Arnault Paul Goalabre               | 20'36"80  | Finlandia Kusti Kittilä Juho Mikkonen                | 20'37"02  |

#### Donne
| Evento                       | Oro                                                        | Tempo     | Argento                             | Tempo    | Bronzo                                       | Tempo    |
| 10 km stile libero           | Theresa Eichhorn                                           | 27'28"8   | Coraline Hugue                      | 27'43"9  | Francesca Baudin                             | 27'46"0  |
| 10 km stile libero a squadre | Russia Natal'ja Korostelëva Lidija Durkina Natal'ja Il'ina | 1h25'21"5 | N/A                                 | N/A      | N/A                                          | N/A      |
| Sprint a squadre             | Russia Natal'ja Il'ina Natal'ja Korostelëva                | 22'11"36  | Svizzera Alina Meier Fabiana Wieser | 22'23"98 | Italia Chiara De Zolt Ponte Francesca Baudin | 22'33"41 |

### Sci orientamento

#### Uomini
| Evento                                     | Oro                                                                            | Tempo    | Argento                                                                   | Tempo    | Bronzo                                                                  | Tempo    |
| Media distanza                             | Ėduard Chrennikov                                                              | 39'22"   | Stanimir Belomăžev                                                        | 42'20"   | Stepan Malinovskij                                                      | 43'03"   |
| Sprint                                     | Ėduard Chrennikov                                                              | 17'15"   | Stanimir Belomăžev                                                        | 17'57"   | Vladimir Ignatov                                                        | 19'29"   |
| Staffetta                                  | Russia Stepan Malinovskij Andrej Lamov Ėduard Chrennikov                       | 1h05'52" | Francia Rudy Gouy Yann Debayle Baptiste Fuchs                             | 1h12'30" | Svizzera Sven Stefan Aschwanden Tobias Michael Lutz Andrin Kappenberger | 1h14'27" |
| Sprint a squadre (media distanza + sprint) | Russia Ėduard Chrennikov Stepan Malinovskij Ėduard Chrennikov Vladimir Ignatov | 1h59'09" | Finlandia Eevert Toivonen Sampo Hyppoelae Eevert Toivonen Sampo Hyppoelae | 2h14'06" | Francia Yann Debayle Baptiste Fuchs Rudy Gouy Baptiste Fuchs            | 2h20'38" |

#### Donne
| Evento                                     | Oro                                                         | Tempo    | Argento                                                              | Tempo    | Bronzo                                                    | Tempo    |
| Media distanza                             | Marija Kečkina                                              | 35'33"   | Tat'jana Oborina                                                     | 38'44"   | Antonija Grigorova                                        | 39'28"   |
| Sprint                                     | Tat'jana Oborina                                            | 17'54"   | Marija Kečkina                                                       | 18'11"   | Anastasija Kravčenko                                      | 18'55"   |
| Staffetta                                  | Russia Tat'jana Oborina Anastasija Kravčenko Marija Kečkina | 56'55"   | Francia Lou Denaix Gaëlle Barlet Élodie Bourgeois-Pin                | 1h09'51" | Kazakistan Asem Nazyrova Elmira Moldasheva Ol'ga Novikova | 1h11'35" |
| Sprint a squadre (media distanza + sprint) | Russia Marija Kečkina Tat'jana Oborina Marija Kečkina       | 1h50'22" | Kazakistan Ol'ga Novikova Asem Nazyrova Ol'ga Novikova Asem Nazyrova | 2h08'15" | Francia Élodie Bourgeois-Pin Gaëlle Barlet Lou Denaix     | 2h25'00" |

### Short track

#### Uomini
| Evento | Oro         | Tempo    | Argento         | Tempo    | Bronzo           | Tempo    |
| 500 m  | Xu Hongzhi  | 42"065   | Yang Shuai      | 42"075   | Denis Ayrapetyan | 42"368   |
| 1000 m | Jin Kim Sun | 1'25"574 | Yuri Confortola | 1'26"861 | Xu Hongzhi       | 1'29"004 |

#### Donne
| Evento | Oro             | Tempo    | Argento   | Tempo    | Bronzo             | Tempo    |
| 500 m  | Arianna Fontana | 43"989   | Yang Yang | 44"061   | Evgenija Zacharova | 44"139   |
| 1000 m | Arianna Fontana | 1'31"884 | Yang Yang | 1'31"943 | Wang Runyuan       | 1'32"234 |

#### Misto
| Evento                 | Oro                                                      | Tempo    | Argento                                                                    | Tempo    | Bronzo                                    | Tempo    |
| 3000 m a squadre miste | Arianna Fontana Elena Viviani Jae-min Hwang Daniil Ėjbog | 4'05"281 | Evgenija Zacharova Ekaterina Konstantinova Yuri Confortola Nicola Rodigari | 4'05"913 | Wang Runyuan Wu Yi Yang Shuai Ning Qipeng | 4'06"570 |

## Medagliere
| Pos. | Paese         | Oro | Argento | Bronzo | Totale |
| ---- | ------------- | --- | ------- | ------ | ------ |
| 1    | Russia        | 22  | 9       | 11     | 42     |
| 2    | Italia        | 8   | 6       | 6      | 20     |
| 3    | Francia       | 6   | 12      | 5      | 23     |
| 4    | Austria       | 4   | 4       | 1      | 9      |
| 5    | Corea del Sud | 2   | 0       | 0      | 2      |
| 6    | Cina          | 1   | 3       | 6      | 10     |
| 7    | Slovenia      | 1   | 1       | 3      | 5      |
| 8    | Germania      | 1   | 1       | 0      | 2      |
| 9    | Spagna        | 1   | 0       | 2      | 3      |
| 10   | Bulgaria      | 0   | 3       | 2      | 5      |
| 11   | Finlandia     | 0   | 1       | 2      | 3      |
| 12   | Kazakistan    | 0   | 1       | 1      | 2      |
| 12   | Svizzera      | 0   | 1       | 1      | 2      |
| 14   | Bielorussia   | 0   | 1       | 0      | 1      |
| 15   | Iran          | 0   | 0       | 1      | 1      |